# Babette Koblenz
Babette Koblenz (* 22. August 1956 in Hamburg) ist eine deutsche Komponistin mit Schwerpunkten in der Kammer- und Ensemblemusik, dem Musiktheater und so genannter „Dokumentarwerke“. Sie erhielt zahlreiche Auszeichnungen und ist Mitglied der Freien Akademie der Künste in Hamburg. 1999 wurde mit ihrem Bühnenwerk Recherche in einer Inszenierung von Gottfried Pilz das renommierte Festival für modernes Musiktheater Münchener Biennale eröffnet. Außer der Komposition widmet sich Koblenz auch dem Gesang und der Malerei.

## Leben
Koblenz wuchs im Hamburger Grindelviertel auf. In einer musikalischen Familie aufgewachsen, wollte sie mit sechs Jahren Geige spielen lernen und erkämpfte sich den Unterricht mit Unterstützung ihrer Musiklehrerin. Sie war zwölf Jahre alt, als sie an der Hochschule für Musik und Theater Hamburg im Probeunterricht für angehende Musiklehrer Theorieunterricht angeboten bekam und das Partiturlesen lernte. Sie lernte Geige und Klavier, war Mitglied im Albert Schweitzer Jugendorchester, in Streichquartetten und Chören, bevor sie an der Hochschule für Musik und Theater in Hamburg bei Werner Krützfeldt Musiktheorie und bei György Ligeti Komposition studierte. Mehrfach nahm sie an den Internationalen Ferienkursen für Neue Musik in Darmstadt teil. Impulse erhielt sie auch durch Austausch mit bildenden Künstlern.
Als Auftragswerk zum 25. Jubiläum der „Tage für Neue Musik“ in Hannover wurde am 30. Januar 1983 ihr Werk Walking on the Sun uraufgeführt. 1984 begann sie mit dem Aufbau einer eigenen Musikgruppe zur Aufführung und Eigenproduktion ihrer Songs. In dieser Zeit begann sie auch einen eigenen Gesangsstil zu entwickeln. Sie begleitete ihren Gesang selbst am Klavier selbst auf, etwa in ihren Songzyklen Can’t Explain (1983/85) und Die Kinder von Bjelaja Zerkow (1994/95).
Mit 23 Jahren schrieb sie ihr erstes Bühnenwerk Hexenskat, das vom Saarländischen Staatstheater Saarbrücken 1984 uraufgeführt wurde. Seit dieser Zeit arbeitet die Komponistin an neuen Möglichkeiten des Musiktheaters; Stationen dieser Entwicklung sind das Musiktheater Alla Testa (1983/88), aber auch das Ballett Ikarus (Premiere bei der Münchener Biennale 1990), Buch (Stuttgart 1996) und die abendfüllende Oper Recherche, die zur Eröffnung der Münchener Biennale 1999 uraufgeführt und anschließend für das Fernsehen produziert wurde. Außerdem entstanden Werke für Orchester (Radar 1988, Al Fondo Negro 1993) und Ensembles (so Salpetriere, uraufgeführt von Les Percussions de Strasbourg 1990 bei den Donaueschinger Musiktagen), teils mit vielfältig polyrhythmischer Struktur.
Im Auftrag des Hamburger Institutes für Sozialforschung und dessen Leiter Jan Philipp Reemtsma komponierte sie das mehrsprachige nicht-szenische Dokumentarstück Die Kinder von Bjelaja Zerkow, das im Rahmen der Eröffnung der Wehrmachtsausstellung zum Thema Vernichtungskrieg. Verbrechen der Wehrmacht 1941-1945 1995 in Hamburg und Berlin aufgeführt wurde.
Für ihre Kompositionen erhielt sie eine Reihe von Auszeichnungen, so 1981 den Preis der Jürgen-Ponto-Stiftung, 1988 das Schreyahn-Stipendium des Landes Niedersachsen, 1991/1992 den Rom-Preis Villa Massimo, 1994 den Hindemith-Preis, 1998 den Gerda-und-Günter-Bialas-Preis der Bayerischen Akademie der Schönen Künste und 2001 den Schneider-Schott-Musikpreis der Stadt Mainz. 2001 wurde sie zum Mitglied der Freien Akademie der Künste in Hamburg ernannt.
Babette Koblenz wurde mehrfach im Hörfunk und Fernsehen porträtiert. 1990 entstand eine Porträt-CD des Deutschen Musikrats bei Wergo mit Instrumental- und Vokalmusik. Sie lebt heute als freischaffende Komponistin und Künstlerin mit ihrem Ehemann, dem Komponisten Hans-Christian von Dadelsen, in Clenze. Gemeinsam mit ihm verlegt sie seit Oktober 1991 ihre Werke im Selbstverlag Kodasi.

## Werk
Babette Koblenz hat aus vielfältigen Elementen der Avantgarde, des Rock-Pop und Jazz sowie aus diversen ethnischen Einflüssen einen Stil entwickelt, in dem die heterogenen Kräfte durch Dynamisierung und Transformation eine neue und eigene Qualität gewinnen sollen. Viele ihrer Kompositionen werden von einem asymmetrischen, polyrhythmischen Puls getragen.
Schwerpunkte ihres Werks liegen in der Kammer- und Ensemblemusik sowie im Musiktheater und der „Dokumentation“. Für ihre musikalischen „Dokumentationen“ verwendet sie unterschiedlichstes Schriftenmaterial, wie zum Beispiel Gerichtsakten, Zeitungsartikel, Wörterbücher oder ähnliches als Textgrundlagen.
Die Komponistin arbeitet an einem speziellen Gesangsstil und tritt auch als Interpretin ihrer eigenen Werke auf. Sie publiziert ihre Werke im Eigenverlag.
Mit 23 Jahren komponierte sie ihr erstes Bühnenwerk Hexenskat, vom Staatstheater in Saarbrücken uraufgeführt, in dem bereits viele ihrer kompositorischen Eigenheiten durchscheinen – die Erstellung eigener Textkonzepte, das Verweben unterschiedlicher Zeitebenen – die besondere, am synagogalen Gesang orientierte Gesangsstilistik und die künstlerische Verarbeitung von Zeitdokumenten unterschiedlichster Art. Bei „Hexenskat“ handelt es sich um eine Art Theater im Theater. Die Geschichte eines gewerkschaftlich organisierten Streiks der Schauspielerinnen verwandelt sich allmählich in den Stoff von Shakespeares Macbeth.
In ihrer Oper „Recherche“, 20 Jahre danach als Auftragswerk für die Biennale in München entstanden, ist eine mehrdimensionale Zeitreise Zentrum der Handlung. Mythisches und historisches Material wird mit Gegenwärtigem verzahnt. „Es wäre mein Wunsch, dass, indem der Hörer irgendwann sein Gedächtnis befragt, er um so wachsamer die Gegenwart verfolgen kann.“ (Babette Koblenz: „Ein orphischer Blick“, in: Die Deutsche Bühne, April 1999, S. 41) Es geht ihr bei musiktheatralischen Inszenierungen nicht um ein in Szene gesetztes Spektakel, sondern um die „Berührung mit den Erfahrungen der Wirklichkeit“.
Von Anfang an war Babette Koblenz auch als Malerin aktiv. Neben ihrer Zusammenarbeit mit Bühnenbildnern und Videokünstlern im Rahmen ihrer Musiktheater-Projekte entstand dabei auch ein eigenes bildnerisches Werk verschiedener Formate, das in mehreren Einzel- und Gemeinschaftsausstellungen gezeigt wurde.

## Gesangsstil und Rhythmik
Koblenz möchte mit Hilfe von Musik „Kraftfelder erzeugen“. Dazu dient ihr einerseits ihre eigene Stimme, andererseits die rhythmische Gestaltung vieler ihrer Werke. Durch ein sich immer wieder umpolendes und polyrhythmisch häufig in mehreren Etagen ablaufendes Pulsieren werden musikalische Gesten vorangetrieben und bleiben doch gleichsam stehen. Dies hat manchem ihrer Werke die Kategorisierung „Minimal Music“ eingebracht. Die Wechselwirkungen polarer, additiver und phasenspezifischer rhythmischer Gebilde sind komplex, entspringen jedoch einem organisch nachvollziehbaren Puls. Es geht Babette Koblenz um rhythmisch-energetische Balance:
Die Manifestation eines ‚gekrümmten Pulses’, eines flexiblen Beats (und damit auch flexiblen Off-Beats) ergab sich schrittweise innerhalb einer Reihe von Kompositionen, die sich zunächst eher an der Grenze der Unaufführbarkeit bewegten, obwohl die musikalische Diktion selbst sehr klar war. (Babette Koblenz: in: Programmheft zu den Musiktagen in Donaueschingen, Donaueschingen 1990, S. 34.)
Die Unterteilung von zweistelligen, ungeradzahligen Sechzehnteln in mehrere flexible Beats entspricht nicht der westlichen musikalischen Konvention. Eine genaue Analyse, die Babette Koblenz für das Klaviertrio Le Monde vorlegte, ermöglicht beispielhaft die mentale Annäherung an dieses komplexe Material. Letztlich geht es aber um das Erleben ihrer Musik, die sich nur im Klingenden offenbart. Beim Hören verliert sie nicht an Komplexität; sie verwandelt sich vielmehr in eine Vielfalt von pulsierenden Kraft- und Klangfeldern.
Wichtiger Impulsgeber für ihre musikalische Entwicklung und für die Konzeption von Kompositionen ist für Babette Koblenz die praktische Zusammenarbeit mit Musikern und bildenden Künstlern verschiedener Bereiche, zu denen schon immer auch Musiker der Jazz-, Rock- und Popszene gehörten. Auch die gemeinsame Arbeit mit ihrem Ehemann Hans-Christian von Dadelsen – der permanente Dialog, wie auch die gegenseitige kompositorische Kritik – ist Triebfeder ihrer stilistischen Weiterentwicklung.
Die musikalische Geste als Element kompositorischer Arbeitsprinzipien, aber auch die Beschäftigung mit dem subjektiven Ausdruck unterschiedlicher Sprachen haben Babette Koblenz’ Arbeiten wesentlich geprägt. In einem Vortrag nennt sie einige musikalische Facetten, die ihr von persönlicher Bedeutung sind: Bob Marleys „Survival“, die rotchinesische Pekingoper, Iannis Xenakis’ „Kraanerg“, Harry Partchs „Barstow“, Bob Dylans „Dirge“ und Jossele Rosenblatts „1918“.

## Werke
Babette Koblenz' kompositorisches Werk umfasst bisher 5 Bühnenwerke, 7 Werke für Orchester, 1 „Dokumentarwerk“, 9 Werke für größeres Ensemble, 16 Werke für Kammermusikensemble bzw. für Soloinstrumente, 5 Werke für Stimme und Klavier, 1 Werk für Vokalensemble und 5 Werke für Perkussion. Bis auf wenige Ausnahmen sind alle Werke im Eigenverlag erschienen.

### Bühnenwerke
- Hexenskat (1979/80), Text/Konzept: Babette Koblenz unter Einbeziehung von Texten aus William Shakespeares „Macbeth“. Besetzung: 3 Schauspielerinnen als Macbeth-Hexen (Sopran, Mezzosopran, Bariton), Gewerkschafter (Bassbariton), Orchester, Tape. Uraufführung: Saarländisches Staatstheater Saarbrücken, 15. Januar 1984. Dauer: ca. 80 min.
- Alla Testa (1983/87), Musiktheater, Text/Konzept: Babette Koblenz. Besetzung: 3 Sänger (Mezzosopran, Alt, Bariton), 5 Schauspieler (Rosella, Aijin, Kofferdieb, Mann vom Pferdewettbüro, Journalist), flexibles Ensemble, Tape. Dauer: ca. 120 min.
- Ikarus (1989/90, mit Hans-Christian von Dadelsen), Ballett/Performance nach einer Erzählung von Gabriel García Márquez. Buch: Amalia und Hadass Ophrat. Besetzung: 7 Instrumente. Uraufführung: Münchener Biennale, 12. Mai 1990, Train Theatre Jerusalem, Roger Epple. Dauer: ca. 50 min.
- Buch (1995/96), Kammermusiktheater. Buch und Konzept: Babette Koblenz. Besetzung: Viola, Akkordeon und Percussion. Uraufführung: Stuttgart, Schloss Solitude, 24. Februar 1995. Dauer: ca. 37 min.
- Recherche (1997/99). Text/Konzept: Hans-Christian von Dadelsen und Babette Koblenz unter Einbeziehung dokumentarischer Materialien und Texten von Homer (Odyssee), Yannai und Ezekiel Hakohen. Besetzung: Teresa (Mezzosopran), Aziz-Ulysses (Countertenor), Teiresias (Tenor), Odysseus (Bariton), Raoul (Bass); 5 Stimmen (Sopran, Mezzosopran, 2 Baritone, Bass), Orchester, Tape. Uraufführung (Inszenierung und Ausstattung von Gottfried Pilz): Münchener Biennale, 16. April 1999; Oper Nürnberg, Premiere 24. April 1999. Fernsehproduktion Bayerischer Rundfunk und ARTE. Dauer: ca. 100 min.
- Cinema (reality=y/cinema), Musiktheater/Videooper (1999/2001). Text u. Szenerie: Hans-Christian von Dadelsen u. Babette Koblenz; für Ensemble, 4 Sänger u. Sprecher. Uraufführung: 27. April 2002. ZKM Karlsruhe mit dem Ensemble 13 unter Leitung von Manfred Reichert. Dauer: ca. 100 min.

### „Dokumentarwerke“
- Die Kinder von Bjelaja Zerkow (1994/95). Dokumentarwerk für 5 Stimmen und 4 Instrumente. Viersprachiges Konzept unter Einbeziehung von Texten Jeremiae. Besetzung: Alt (oder Countertenor), 2 Baritone, 2 Bässe, Klarinette (auch Bassklarinette und Saxophon), Akkordeon, Perkussion, Klavier; Auftrag von Jan Philipp Reemtsma und Hans Barlach. Uraufführung: Eröffnung der Ausstellung Vernichtungskrieg. Verbrechen der Wehrmacht, Hamburg, 5. März 1995. Dauer: 53 min.
- Unkenntlich (2003). Musik- und Bilddokumentation 24 ehemaliger Fränkischer Landsynagogen. Eine Momentaufnahme im September 2003. Besetzung: Akkordeon und Violoncello. Uraufführung: Konzert Pur oder Plus, Hamburg 25. November 2003. (Akkordeon: Margit Kern, Violoncello: Clemens Malich). Dauer: ca. 37 min.

### Orchesterwerke
- Radar (1987/88) für Klavier und Orchester. Dauer: ca. 35 min.
- Verhör (1989), nach einem Text von Thomas Höft, für Sopran, Bariton und Orchester. Uraufführung: 14. September 1990, Alte Oper Frankfurt. Dauer: 8 min.
- Messe Française „La Partisane“ (1991) für Alt, Tenor, gemischten Chor und Orchester. Uraufführung: Europäisches Musikfest Stuttgart, Südfunkchor, R. Huber, 1. September 1991.
- Al Fondo Negro (1993) für großes Orchester, Dauer: ca. 17 min.
- You (1995/96) für Streichorchester. Uraufführung: 5. November 1996, Hamburger Camerata. Dauer: ca. 21 min. (siehe auch: Version für Streichquintett)
- Inlines or Outlaws (2000) für Gitarrenorchester (5 Gitarren, chorisch besetzt, und E-Bass). Dauer: 6 min.
- Blau (2002) für Gitarrenorchester (4 Gitarren und Bassgitarre). Dauer: 9 min.

### Vokalwerke
- Madrigale für Hermes Trismegistos (1983/85) für 6-stimmigen gemischen Chor a cappella. Uraufführung: Chor des Bayerischen Rundfunks, H. P. Rauscher, Musica Viva München, 15. Mai 1987. Dauer: 30 min.
- Can’t Explain (1983/86). 7 Songs für Stimme und Klavier oder Ensemble. Text: Babette Koblenz. Uraufführung: Babette Koblenz (Stimme u. Klavier), Internationale Ferienkurse Darmstadt, 21. Juli 1986. Dauer: ca. 60 min.
- Genug Davon (1986) für tiefe Stimme und Klavier, Text: Elisabeth Borchers. Uraufführung: Hamburg 1986.
- Verhör (1989), Version für Sopran, Bariton und Klavier, Text von Thomas Höft. (Originalversion siehe Orchesterwerke). Dauer: ca. 8 min.
- Petite Messe Française (1992) für Alt und Klavier. Uraufführung: Babette Koblenz, Ausstellung Francis Berrar, Rom, 8. Mai 1992. Dauer: 20 min.
- Amarti la awanim (2000). Drei hebräische Gesänge für Stimme und Klavier, (Ich sagte zu den Steinen). Uraufführung: Babette Koblenz, Saarländisches Museum Saarbrücken, Ausstellung F. Berrar, 13. August 2000. Dauer: 22 min.

### Werke für Instrumentalensembles und Solowerke
- Mysterium Buffo I (1979) für Viola, Kontrabass und Klavier. Dauer: 20 min.
- Mysterium Buffo II (1980) für Klaviertrio. Uraufführung: Internationale Ferienkurse für Neue Musik, Darmstadt 1980. Dauer: 3 min.
- Days (1981) für großes Blechbläserensemble. Dauer: ca. 3 min.
- Grey Fire (1981) für 7 Instrumente. Uraufführung: München 1982, Preis der Jürgen-Ponto-Stiftung. Dauer: ca. 3 min.
- Walking on the Sun (1982) für 7 Instrumente. Uraufführung: 30. Januar 1983, Tage der Neuen Musik Hannover. Dauer: 19 min.
- No Entry to the Lions Club (1983) für 2 Klaviere und Percussion (1–2 Spieler). Uraufführung: Alder, Hagel, Kappert, 31. Mai 1987, Festival 750 Jahre Berlin. Dauer: 21 min.
- Klavierstück I (1985). Dauer: 7 min.
- Der heilige Georg (1985) nur Particell, flexible Besetzung. Uraufführung: Hamburg, 5. Juni 1986. Dauer: 18 min.
- Radar (1987/88) für Violine und Klavier 1995/96 (Bearbeitung von Hans-Christian von Dadelsen, Original siehe Orchesterwerke). Dauer: 15 min.
- 4 Duos (1988) für Violine und Trompete oder Violine und Blasinstrument. Uraufführung: H. Hörlein (Violine), L. Elam (Trompete), 9. April 1989, Schreyahn. Dauer: 22 min.
- Cup (1988) für drei Bläser. Dauer: ca. 4 min. (ausgezeichnet mit dem Bärenreiter-Hausmusik-Preis 1988, verlegt bei Bärenreiter)
- Streichtrio (1988). Uraufführung: H. Hörlein, R. Castillon, J. P. Maintz, 9. April 1989, Schreyahn. Dauer: 10 min.
- Klavierstück II (1989). Dauer: 4 min.
- Biccherne (1989) für Violine solo. Dauer: 5 min.
- Schofar (1989) für 8 Instrumente. Uraufführung: 3. September 1989, Gustav-Mahler-Festival Hamburg, Ensemble Philharmonie, Ltg. Manfred Trojahn. Dauer: 15 min.
- Bläserquintett (1990). Uraufführung: Jugend musiziert, Weikersheim 1990. Dauer: 20 min.
- Salpetriere (1990) für 6 Schlagzeuger. Uraufführung: Les Percussions de Strasbourg, Donaueschinger Musiktage, 20. Oktober 1990. Dauer: 24 min.
- Salpetriere B (1990), Version für 4 Schlagzeuger. Uraufführung: Ensemble des Badischen Konservatoriums, Heidelberg „Gegenwelten“, 18. September 1993. Dauer: 18 min.
- Le Monde (1991/92) für Klaviertrio. Uraufführung: H. Hörlein, J. P. Maintz, J. Lamke, NDR, Neues Werk, 27. Februar 1992. Dauer: 30 min.
- Trois Fours (1992) für Percussion solo. Uraufführung: Evelyn Glennie, Presteigne International Festival, 26. August 1992. Dauer: 15 min.
- Katalan (1994) für 4 Schlagzeuger. Uraufführung: Ensemble Bash London, Hamburg, 7. Februar 1995. Dauer: 13 min.
- Sans Soleil (1994) für Akkordeon solo. Uraufführung: Stefan Hussong, Akiyoshidai-Festival, 24. August 1995. Dauer: 15 min.
- Cru (1995) für 5 Instrumente. Uraufführung: 3. Mai 1995, Ravensburg, ensemble mutare. Dauer: 17 min.
- Can’t Open A Document (1996/97) für 5 Instrumente. Uraufführung: 5. April 1997, Gegenwelten-Festival, Heidelberg; Heidelberger Festival Ensemble. Dauer: 20 min.
- You (1995/96), Version für Streichquintett (1997/98). Uraufführung: Clark Street Band, Bayerische Akademie der Schönen Künste, 11. November 1998. Dauer: 21 min.
- Walnut (1999) für Streichquartett. Uraufführung: Leopolder Quartett, Münchener Biennale, 26. April 1999. Dauer: 15 min.
- Walnut (1999). Bearbeitung für 5 Instrumente. Uraufführung: Timaion-Ensemble Hamburg, 25. Juni 1999. Dauer: 15 min.
- Klavierstück III (2000). Dauer: 13 min.
- Grand Duo (2002) für Klarinette und Violoncello. Uraufführung: 3. Dezember 2002, Brüssel Hanse Office. Dauer: 11 min.
- Duck and Cover (2002) für Violine u. Klavier. Bearbeitet von Hans-Christian von Dadelsen. Uraufführung: 15. Januar 2003, München, Bayrische Akademie der Künste. Dauer: 10 min.
- Unkenntlich (2003). Duo für Violoncello und Akkordeon. Dauer: 14 min.
- Gente – Gente (2004) für Klarinette und Streichtrio. Uraufführung: 8. März 2004 im großen Sendesaal Bremen. Aufnahme des Bremer Rundfunks mit Mitgliedern der Kammerphilharmonie Bremen. Dauer: 14 min.

## Auszeichnungen
- Hindemith-Preis (1994)
- Gerda-und-Günter-Bialas-Preis (1998)
- Schneider-Schott-Musikpreis Mainz (2001)